# آنتیکونا
آنتیکونا (به اسپانیایی: Anticona) یک کوه در پرو است که در Peru, Junín Region, Lima Region واقع شده‌است. آنتیکونا ۵٬۱۵۰ متر بالاتر از سطح دریا واقع شده‌است.